# Уряд порятунку Сирії

Території, що знаходяться під контролем ПСС (виділені темно-зеленим)

Уряд порятунку Сирії — один із опозиційних урядів режиму Асаду, що був створений організацією Хаят Тахрір Аш-Шам у листопаді 2017 року для ведення операцій в Сирії. На момент 2024 року почали наступ на Алеппо з метою звільнення, а також підняли супротив у Дамаску і повалили режим баасистів. Активні учасники Громадянської війни в Сирії.